# Zločin protiv čovječnosti
Zločin protiv čovječnosti je kazneno djelo predviđeno međunarodnim i unutrašnjim pravom, a koje se prvi put pojavilo na Nürnberškom procesu.
Zločin protiv čovječnosti nije bio jasno izdvojen u većini zakonodavstava u svijetu nego je obično bio reguliran s ratnim zločinima ili u okviru kaznenih djela protiv međunarodnog prava. Usvajanje Rimskog statuta je za sve zemlje koje su ga usvojile stvorilo obvezu unijeti ovo djelo u svoje kazneno zakonodavstvo.

## U Rimskom statutu
U članu 7 Rimskog statuta dani su osnovni elementi zločina protiv čovječnosti. Zločinom protiv čovječnosti smatra se poduzimanja navedenih radnji pod uvjetom da su one poduzete kao dio šireg ili sustavnoga napada usmjerenog protiv bilo kojeg civilnog stanovništva. To su sljedeće radnje:
- ubojstvo, istrebljenje, porobljavanje, deportacija ili prisilno premještanje stanovništva, zatvaranje i drugi oblici lišavanje slobode koji se poduzimaju uz kršenje osnovnih pravila međunarodnog prava
- mučenje, silovanje, seksualno ropstvo, prisilna prostitucija, prisilna trudnoća, prisilno steriliziranje i svaki drugi oblik seksualnog zlostavljanja ovakve ili slične prirode
- progon bilo koje grupe ili zajednice na političkoj, vjerskoj, rasnoj, nacionalnoj, etničkoj, kulturnoj i spolnoj osnovi, ili po drugim osnovama koje su međunarodnim pravom univerzalno priznate kao nedozvoljene
- nestanak osoba, Apartheid kao i drugi nehumani postupci sličnog karaktera kojima se namjerno prouzrokuju teške patnje ili ozbiljno ugrožavanje tjelesnog ili duševnog zdravlja

## Obilježja
Osim navedenih radnji, neophodno je njihovo poduzimanje u okviru šireg ili sustavnoga napada usmjerenog na civilno stanovništvo. Širi napad treba shvatiti kao napad protiv velikog broja žrtava na jednom širem području i koji se vrši u određenom vremenskom razdoblju, koji traje izvijesno vrijeme. Sustavni napad podrazumijeva planiran i organiziran napad. Subjektivno obilježje koje se zahtijeva kod počinitelja je predumišljaj, koji mora obuhvatiti i svijest da se radnja izvršenja poduzima u okviru šireg ili sustavnoga napada na civilno stanovništvo.
Zločin protiv čovječnosti ima određene sličnosti i s kaznenim djelima genocida i ratnih zločina. Najvažnija razlika u odnosu na ratni zločin je što je vrijeme vršenja nebitno. Glavna razlika u odnosu na genocid odnosi se na nepostojanje genocidne namjere kod izvršitelja zločina protiv čovječnosti. Razlika je i u pogledu zaštitnog objekta, kod zločina protiv čovječnosti štite se pojedinačna dobra, a u slučaju genocida opstojnost grupe ljudi koji pripadaju određenoj grupi, tj. jedno kolektivno, nadpojedinačno dobro.
Da bi postojalo ovo kazneno djelo potrebno je da se ono vrši uz sudjelovanje ili dopuštenje druge države ili neke političke organizacije, tj. organizacije koja de facto ili de jure ima političku moć. Ovo je izrijekom predviđeno u članu 7 Rimskog statuta.

## Vanjske poveznice
- Projekt Zločini protiv čovječnosti  Arhivirana inačica izvorne stranice od 18. srpnja 2006. (Wayback Machine)
- Što je zločin protiv čovječnosti? online video  Arhivirana inačica izvorne stranice od 6. veljače 2007. (Wayback Machine)